# Franz Eichberger (Leichtathlet)
Franz Eichberger (* 26. März 1913 in Wieselburg-Ungarisch Altenburg; † 31. Dezember 2004) war ein österreichischer Mittelstreckenläufer.
Bei den Olympischen Spielen 1936 in Berlin erreichte er über 800 m das Halbfinale und schied über 1500 m im Vorlauf aus.
Viermal wurde er Österreichischer Meister über 800 m (1935–1937, 1939) und einmal über 1500 m (1936).

## Persönliche Bestzeiten
- 800 m: 1:53,0 min, 10. Juli 1938, Königsberg (ehemaliger österreichischer Rekord)
- 880 Yards: 1:53,2 min, 2. August 1937, London (entspricht 1:52,5 min über 800 m)
- 1000 m: 2:25,1 min, 18. Juni 1939, Erfurt (ehemaliger österreichischer Rekord)
- 1500 m: 3:57,4 min, 8. Juli 1939, Berlin (ehemaliger österreichischer Rekord)